# الدثئة (إب)

تعديل مصدري - تعديل

الدثئة هي إحدى قرى عزلة شعب يافع بمديرية إب التابعة لمحافظة إب، بلغ تعداد سكانها 542 نسمة حسب تعداد اليمن لعام 2004.